# Mnésiclès

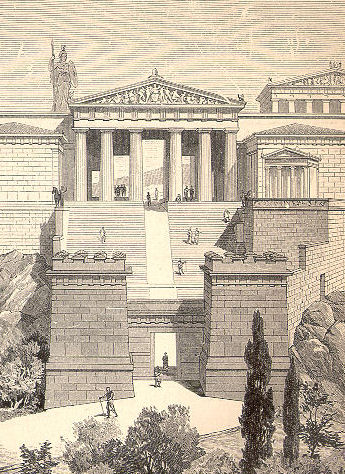
Les Propylées sur l'Acropole (gravure de 1891).

Mnésiclès (en grec ancien : Μνησικλῆς) était un architecte du Ve siècle av. J.-C., de l'âge d'or de la Grèce antique.
Il était responsable de la construction des Propylées de l'Acropole d'Athènes, travaux commandés par Périclès et dirigés par Phidias. Ils commencèrent sous l'Archonte d'Euthymènes en 437 av. J.-C. et selon Héliodore ont duré cinq ans. La guerre du Péloponnèse interrompit un temps les travaux.
Mnésiclès réussit à intégrer les styles dorique et ionique de manière harmonieuse dans l'Acropole. Certains chercheurs[Lesquels ?] lui attribuent aussi une part dans l'architecture de l'Érechthéion.

## Sources classiques
- Harpocration dans Lexique ;
- Plutarque dans Vies parallèles [Laquelle ?] ;
- Pausanias dans Périégèse, I ;
- Héliodore dans De l'Acropole d'Athènes, I.

## Sources modernes
- (en) Holland, L.B. 1924. Erechtheum papers, I, II, III. American Journal of Archaeology 28: 1-23, 142-69, 402-25;
- (en) Bundgaard, J.A. 1976, Mnesikles : a Greek architect at work, Copenhagen.